# Estació de Viladecavalls Sud
Viladecavalls Sud és una estació de ferrocarril en projecte que, en realitat, no se situarà al sud del nucli urbà, sinó que s'ubicarà al nord-est de Viladecavalls, a la comarca del Vallès Occidental. A l'estació hi pararan trens de la futura línia Orbital Ferroviària (LOF), i donarà servei al polígon industrial de la localitat.

## Serveis ferroviaris
| Rodalia de Barcelona   |                                        |               |              |                        |
| Procedència/Destinació | <                                      | Línia         | >            | Procedència/Destinació |
| Projectat              |                                        |               |              |                        |
| Mataró                 | Sant Miquel de Gonteres- Viladecavalls | Línia Orbital | Esparreguera | Vilanova i la Geltrú   |